# Whirlpool (Becken)

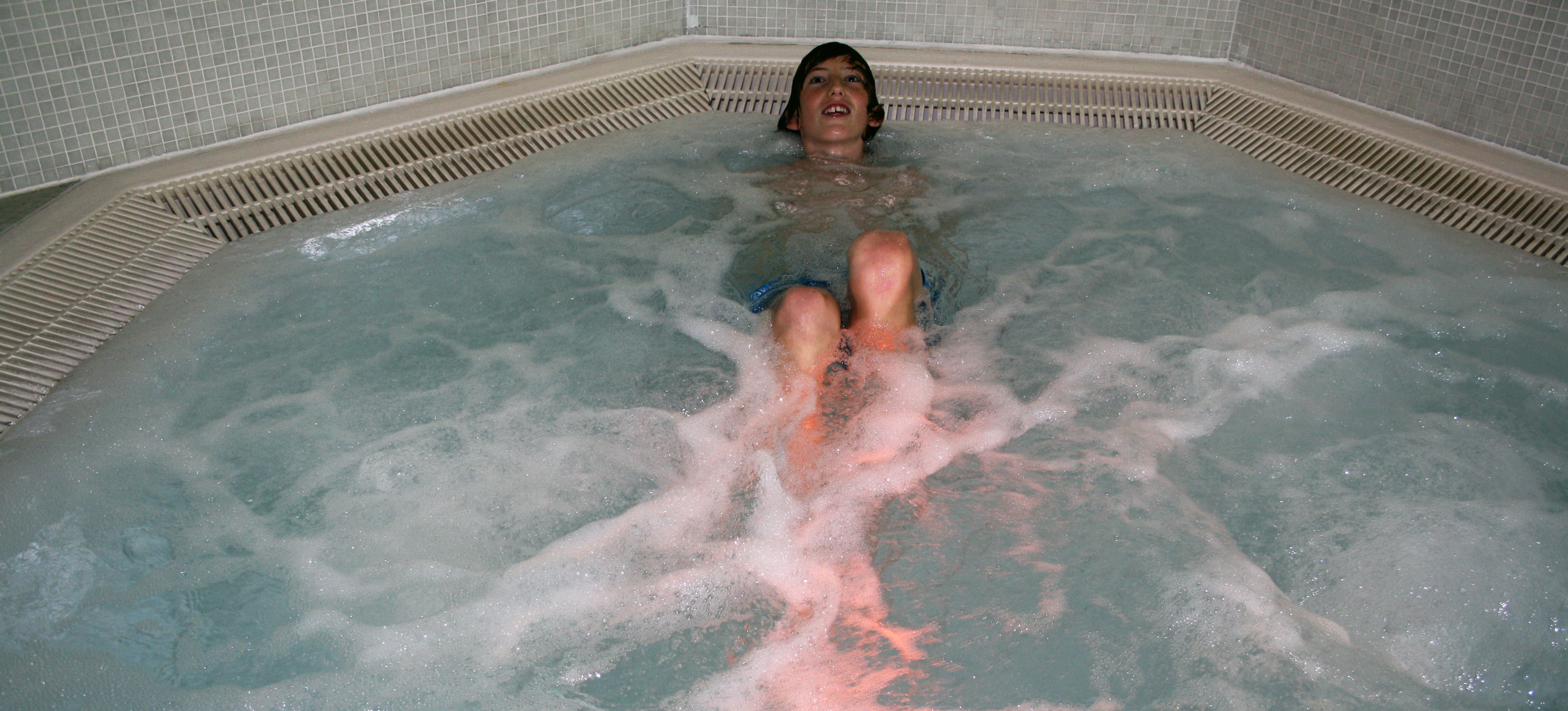
Whirlpool in einem Kneippkurhotel

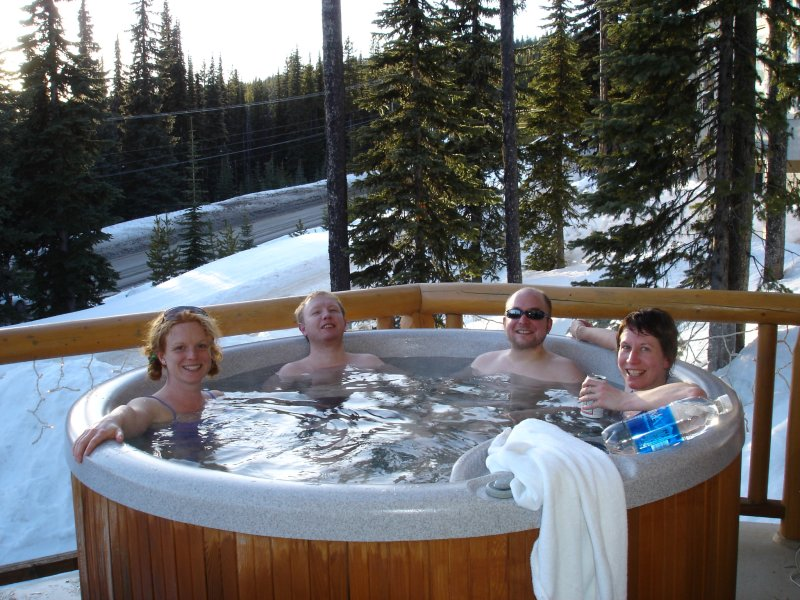
Whirlpool in einem kanadischen Skigebiet

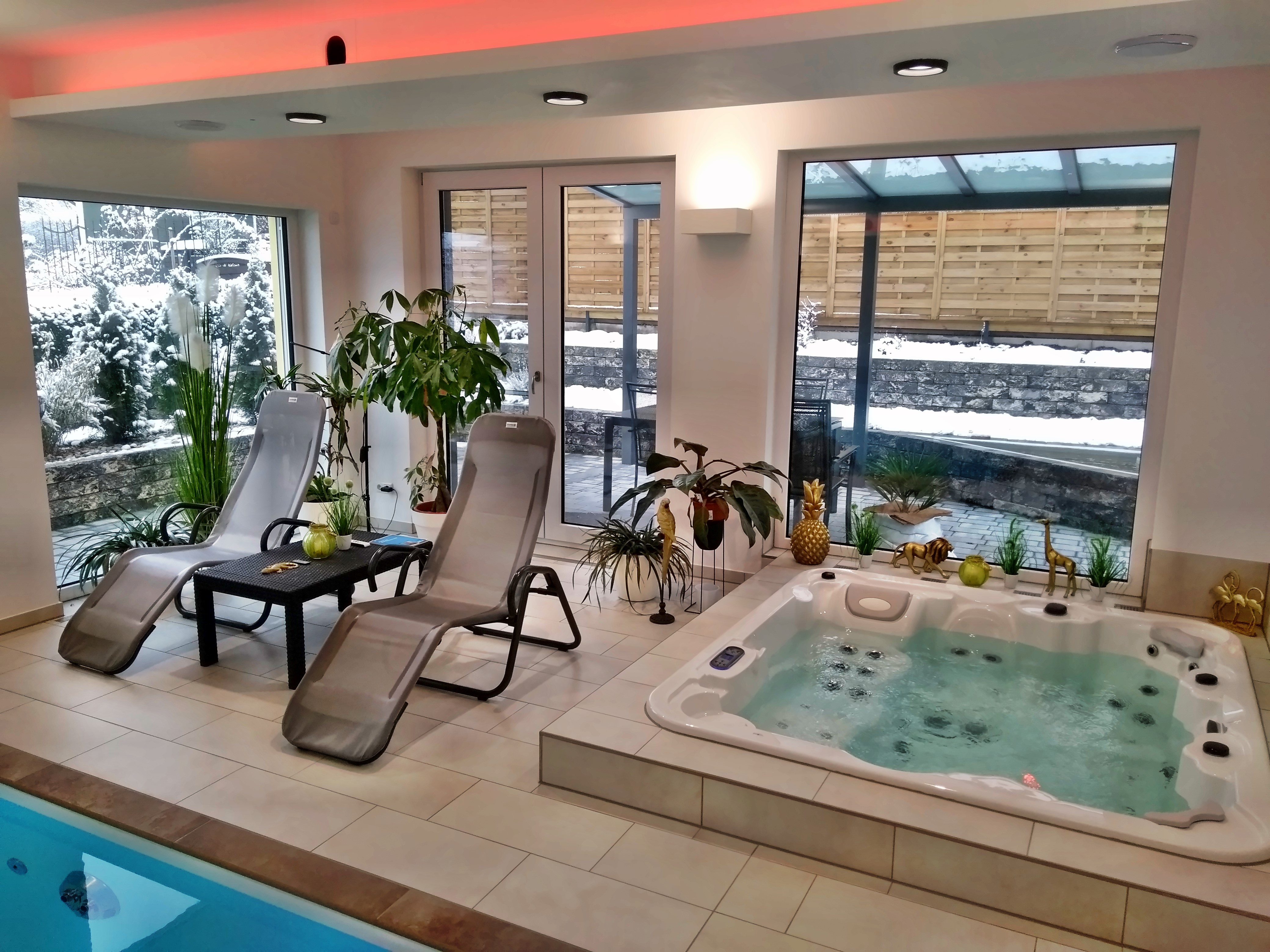
Fest eingebauter Whirlpool in einem privaten Spa-Bereich

Ein Whirlpool, auch Jacuzzi [dʒəˈkuːzɪ] oder Hottub (deutsche Schreibweise von englisch „hot tub“), ist ein Wasserbecken, in dem durch Düsen Luft eingeblasen und/oder kraftvolle Wasserstrahlen erzeugt werden. Luftblasen bewirken eine eher sanfte und flächige Massage, Wasserstrahlen eine eher kräftige und punktuelle.
Whirlpools finden sich in Wellnesscentern, Spa-Bereichen, Hotels und zunehmend auch privat innerhalb und außerhalb geschlossener Räume. Whirlpools bieten in der Regel Platz für drei bis acht Personen (Massageplätze), Whirlwannen für ein bis zwei Personen.

## Funktionsweise des Whirlsystems
Ein Whirlpool ist eine Wanne (rund, quadratisch, elliptisch, rechteckig, dreieckig, oval, kreisförmig etc.) mit einer oder mehreren Düsen (Jets) mit einem oder mehreren Ausgängen (Ports) für Wasser, dem zusätzlich Luft beigemischt werden kann. Neben dem meist als angenehm entspannend empfundenen „Wassersprudelbad“ sorgen die Wasserstrahldüsen für eine Massage verschiedener Körperregionen (Rücken, Fuß, Schenkel etc.).

## Anwendung
Whirlpools dienen der Erholung oder der medizinischen Therapie. Sie werden z. B. in Krankenhäusern, Kurkliniken, Wellnesshotels oder Swingerclubs, aber auch im privaten Bereich zur Erholung oder für therapeutische Zwecke verwendet.
Manche Hersteller bieten für ihre Whirlpools Optionen zur Farblicht-Therapie, Klangtherapie und Aromatherapie an. Whirlpools sollen Linderung bei Herz-Kreislauf-Erkrankungen, Rheuma, Rückenschmerzen, Osteoporose, Schlafstörungen, Diabetes oder Asthma bewirken. Die Unterwassermassage regt den Stoffwechsel an und fördert den Blutkreislauf. Bei einer bereits vorhandenen Erkrankung, besonders bei Herz-Kreislauf-Problemen und Rheuma, sollte ein Arzt konsultiert werden, denn manche dieser Erkrankungen bedürfen einer strikten Beachtung von Zeit und Temperatur bei einer Behandlung mit Whirlpools. Auch bei Krampfadern wird von langen warmen Bädern abgeraten.
Es gibt auch Whirlpools mit individuell regulierbaren Massagedüsen.
Die Anwendung von Whirlpools zur Gesundheitsvorsorge und -förderung wird beispielsweise von der Deutschen Gesellschaft für Gesundheitsvorsorge (DGGV) empfohlen.

## Hygiene
Das warme Wasser ist ein gutes Nährmedium für Keime aller Art, wie Bakterien oder Pilze. Die Verkeimung kann sich harmlos oder im schlimmsten Fall pathogen (krankmachend) auswirken. Durch den Sprudeleffekt können sogar kleinste lungengängige (gegebenenfalls keimbelastete) Wassertröpfchen (Aerosole) eingeatmet werden. Schlecht oder falsch gereinigte Whirlpools werden deshalb gelegentlich mit der Legionärskrankheit in Verbindung gebracht (1999 Bovenkarspel/Niederlande, 28 Tote). Wird verseuchtes Wasser bereits geruchlich wahrgenommen, ist die Verkeimung bereits so weit fortgeschritten, dass mit ernsten Erkrankungen gerechnet werden muss. Der Whirlpool darf nach einer Verkeimung erst dann wieder in Betrieb gesetzt werden, wenn das verkeimte Wasser abgelassen und eine vollständige Desinfektion durchgeführt wurde. Die Whirlleitungen müssen dann allerdings noch mit einem Spezialreiniger gereinigt werden, da sich sonst eine Sielhaut (Biofilm im Abwasser) bilden kann, die als schwarze Kügelchen bei der nächsten Benutzung in die Wanne gespült werden. Um Verkeimungen vorzubeugen, wird möglichst nach jeder Benutzung – wie bei der Badewanne – frisches Wasser verwendet. Der Wasserwechsel in Whirlpools erfolgt bei richtiger Pflege alle drei bis vier Monate. Im öffentlichen Bereich hingegen sind in Deutschland gemäß der DIN 19643-1:2012-11 ein wöchentliches Entleeren sowie eine Grundreinigung und Desinfektion des Warmsprudelbeckens Pflicht.
Durch die Ozon-Anlage ist der Pflegeaufwand bei Whirlpools gering. Grundvoraussetzung für einwandfreies Wasser ist der richtige pH-Wert von 7,2 bis 7,6.

## Geschichte und Etymologie
Im Englischen versteht man unter dem Begriff Whirlpool etwas anderes (nämlich einen Wasserwirbel/-strudel); der im deutschsprachigen Raum sogenannte Whirlpool heißt im Englischen Hot Tub, Jacuzzi oder Spa. Diese Bezeichnungen haben sich geschichtlich entwickelt (s. u.) und unterscheiden sich in Nuancen.
Natürliche Warmwasserquellen wurden schon in der Antike genutzt, z. B. von den Griechen. Von den Römern weiß man, dass sie in ihren heißen Bädern den Körper mit metallenen „Striegeln“ bearbeiteten, um die Durchblutung zu fördern.
Anfang des 20. Jahrhunderts erwachte das Interesse der Öffentlichkeit an Wasseranwendungen neu. In Hollywood baute man erste Swimmingpools für den Garten. Pascal Paddock begann 1925 mit dem industriellen Bau solcher Pools und gilt als Vater der Swimmingpools.
Für die ersten Hot Tubs (zu deutsch: ‚heiße Wannen‘) wurden große Weinfässer in der Mitte zersägt. Später baute man diese Konstruktionen nach, allerdings wurden sie oft undicht. Auch heute sind solche (zuverlässig abgedichteten) Hot Tubs (aus Holzlatten, zusammengehalten von Spanneisen) erhältlich.
1956 entwickelten in den USA die Brüder Jacuzzi, italienische Einwanderer, eine portable Hydrotherapie-Pumpe für medizinische Zwecke. 1968 konstruierte Roy Jacuzzi den Whirlpool mit Düsen und einer voll in das System integrierten Pumpe. Heute werden Whirlpools – egal welchen Herstellers – sehr häufig als Jacuzzi bezeichnet.
Heute gibt es viele Whirlpoolhersteller, die eigene Ideen und Patente eingebracht haben. Inzwischen sind die Whirlpools verschiedener Hersteller durch elektronische Steuerungen und andere Innovationen umfassende Hydrotherapiegeräte.
Der – besonders in den USA gebräuchliche – Name Spa ist abgeleitet vom Namen des belgischen Badeortes Spa. Heute fasst man unter dem Wort Spa die verschiedensten Arten der Hydrotherapie zusammen.

## Bauformen
Es gibt mittlerweile verschiedene Arten und verschiedene Hersteller von Whirlpools. Einige Arten sind mit einer starken Wärmedämmung ausgestattet und eignen sich somit auch sehr gut zur Verwendung im Freien. Durch das warme Wasser empfindet man das Bad in freier Natur als besonders angenehm. Viele Modelle halten das Wasser mittels eines Temperaturreglers durchgehend auf einer konstanten Temperatur – dadurch ist das Bad im Freien auch im Winter möglich.
Unterschieden wird in die Untergruppen:
- Fest montierte Whirlpools
- Portable Spas
- Whirlwannen

### Fest montierter Whirlpool
Die fest montierten Whirlpools sind zumeist auf der Veranda von Privathäusern, in luxuriösen Hotels, Schwimmbädern oder auf Kreuzfahrtschiffen zu finden.
Eine Unterkategorie bildet hier der American Whirlpool, welcher im Gegensatz zu den europäischen Modellen mehr Wasservolumen bietet und somit auch stärkere Pumpen als die europäischen Modelle nutzt. Diese Whirlpools sind auch frostsicher.

### Portable Spa
Portable Spas sind kompakt gebaut und transportabel. Sie können in Innenräumen und außen aufgestellt werden.
Die Wanne eines Portable Spas besteht häufig aus robusten Acrylgussformen. Je nach Hersteller werden diese durch verschiedene Oberflächenbehandlungen und -lackierungen weiter veredelt. Holz- oder Metallgestelle stützen die Wannen. Ebenso individuell wie die Beckenform oder -farbe handhaben Hersteller die seitliche Außenverkleidung eines mobilen Whirlpools (Holz, Kunststoff, bis hin zu Kunstlederarten). Es gibt Modelle, die aus hochisolierendem Schaumstoff gefertigt sind, bei denen die Isolierung gleichzeitig als Sitzfläche dient, wodurch Gewicht eingespart wird.
Ein portable Spa beinhaltet in der Regel Heizelemente, Pumpensysteme und Filteranlagen und wird mit normalem Netzstrom betrieben. Modelle, bei denen Düsen- und Heizsystem ständig in Betrieb sind, bieten bei guter Wärmedämmung den Vorteil von hoher Energieeffizienz. Manche Hersteller geben im Betrieb einen Energiekostenbedarf von unter zwei Euro pro Tag an. Die meisten Pools besitzen zudem isolierende Deckel, sodass der Whirlpool bei Nichtbenutzung geschlossen werden kann.

### Whirlwanne
Als Whirlwanne bezeichnet man eine Badewanne, die mit einem Whirlsystem ausgestattet ist.

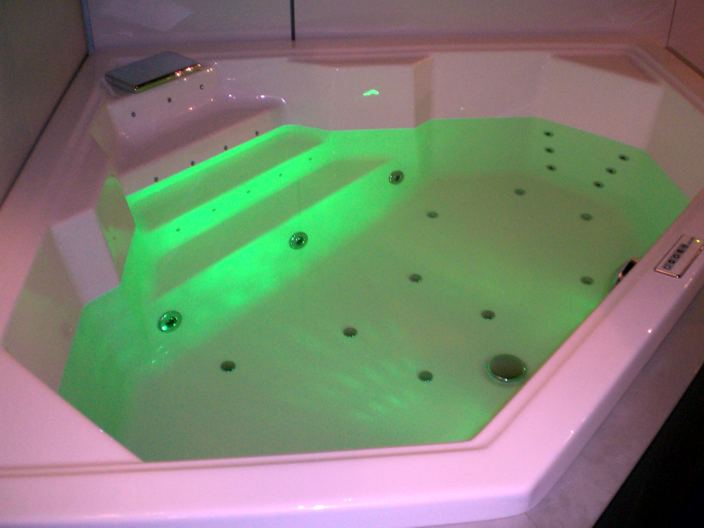
Wanne mit kombiniertem Whirlpoolsystem

Das Wasser wird in der Regel nach jedem Badegang, wie bei einer Badewanne ohne Whirlsystem, abgelassen. Dadurch entfällt die Wasseraufbereitung.
Gute Hygiene ist jedoch auch hier unerlässlich, sie wird oft über eine Restwasserentleerung, eine optimal angelegte Verschlauchung und selbstentleerende Düsen in Kombination mit Ozondesinfektion und Flüssigdesinfektionsanlagen vorgesehen.
Bei der Verwendung von Badezusätzen in Whirlwannen sollte beachtet werden, dass schäumende oder stark ölhaltige Produkte sowie Zusätze, die feste Partikel enthalten (bspw. Peelings), oft im Schlauchsystem ablagern und dadurch die Hygiene und auch die Funktion der Whirlpool-Badewanne beeinträchtigen können.
Die Badewanne kann aus Acryl oder Stahlblech bestehen. Die Wannenform ist unabhängig vom Whirlsystem. Besonders praktisch an Whirlwannen ist, dass meist nicht mehr Platz benötigt wird als für eine normale Badewanne ohne Whirlsystem. Lediglich ein Stromanschluss muss zusätzlich im Bereich der Wanne vorgesehen sein. Dadurch wird die Nutzung der Wassermassage auch im eigenen Badezimmer möglich. Sie wird einfach und jederzeit nutzbar und lässt sich dadurch gut in den Alltag integrieren.
Das Whirlsystem besteht aus einer Pumpe, die Wasser aus der Badewanne ansaugt und mit Druck in die Wanne zurückpumpt. Dies geschieht über Wasserdüsen, die unter dem Wasserspiegel seitlich an der Wanne, im Rücken- oder Fußbereich angeordnet sind. Durch die Anordnung der Düsen zum Körper entsteht eine Massagewirkung. Je besser die Anordnung auf den Badenden zugeschnitten ist und je besser der Wasserdruck einstellbar ist, desto höher ist die erzielbare Wirkung im Sinne der Gesundheitsförderung und -vorsorge. Rückenschmerzen oder Verspannungen, wie sie z. B. oft durch sitzende Tätigkeiten hervorgerufen werden, lassen sich so mitunter recht einfach lindern, oder es kann selbigen dadurch vorgebeugt werden. Es empfiehlt sich die vorige Rücksprache mit dem behandelnden Arzt, besonders bei bekannten Vorerkrankungen und stärkeren Beschwerden.
Weiters kann das Whirlsystem mit einem Gebläse ausgestattet sein, mit dem Umgebungsluft über Luftdüsen in die Wanne eingeblasen wird. Die Luftdüsen sind vor allem am Wannenboden angeordnet und über Luftleitungen mit dem Gebläse verbunden. Durch die Luftblasen wird das Wasser in Bewegung versetzt; dies hat eine auflockernde und entspannende Wirkung auf die Muskulatur. Auch durch die Anreicherung des Wassers mit Sauerstoff kann eine wohltuende Wirkung u. a. für die Haut erreicht werden. Durch unterschiedliche Varianten hinsichtlich der verwendeten Düsen und der Leistung und Regulierbarkeit des Gebläses können unterschiedliche Effekte erzielt und auch der entstehende Geräuschpegel entscheidend beeinflusst werden. Nicht zuletzt wirkt die Luftsprudelung beruhigend und kann z. B. das Einschlafen erleichtern.
Whirlsysteme sind als Wassersystem, Luftsystem oder einer Kombination aus beiden erhältlich. Eine spezielle Variante sind sogenannte Champagner-Systeme, bei denen bereits in der Düse Luft und Wasser gemischt werden können. Dadurch entsteht ein besonders feinperliger Massagestrahl.